# Heinrich Adelmann von Adelmannsfelden

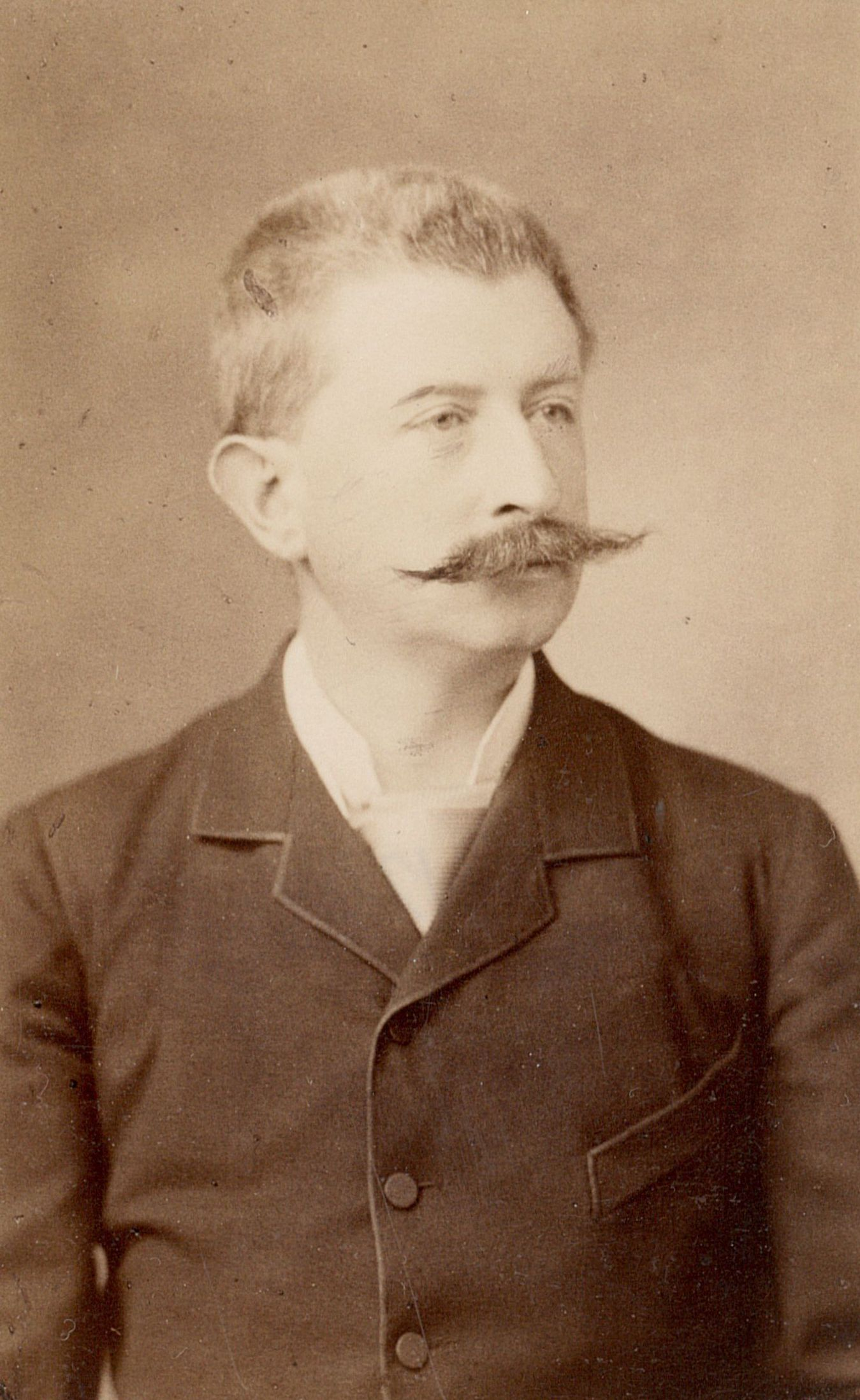
Heinrich Adelmann von Adelmannsfelden, Foto von Friedrich Brandseph

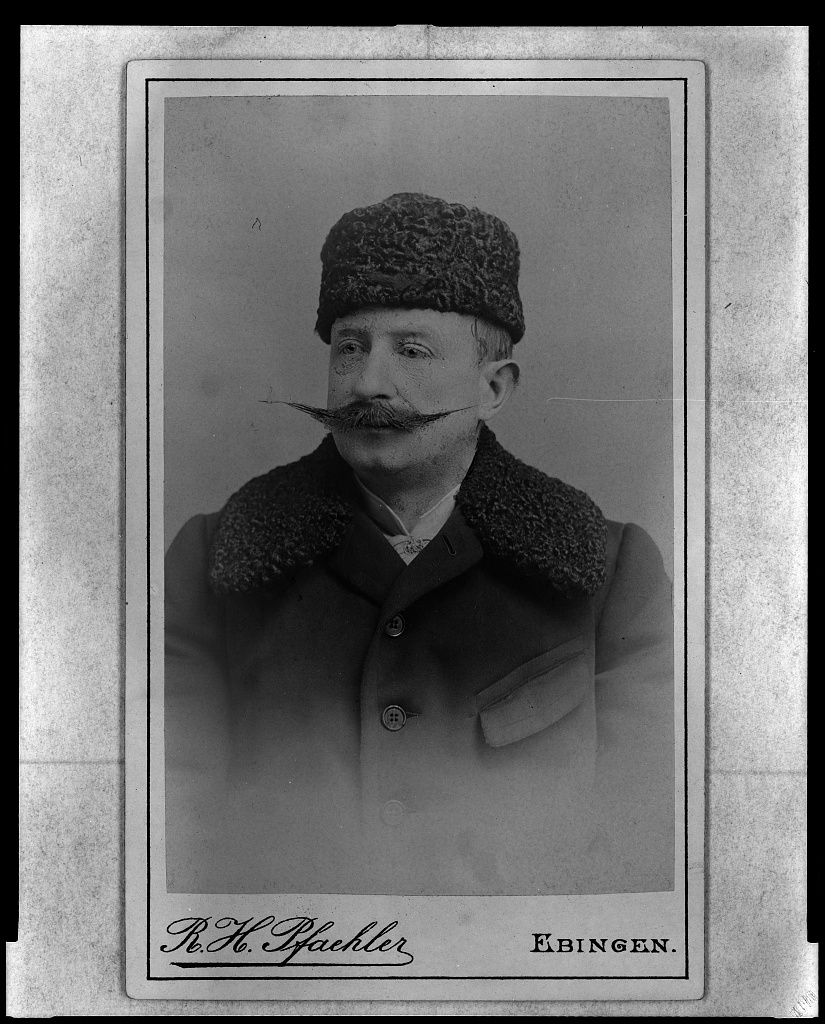
Heinrich Graf Adelmann von Adelmannsfelden, Ebingen vor 1894

Heinrich Lothar Honor Graf Adelmann von Adelmannsfelden (* 19. Dezember 1848 in Hohenstadt; † 23. September 1920 auf Burg Schaubeck bei Kleinbottwar) war ein württembergischer Rittergutsbesitzer und Mitglied des deutschen Reichstags.

## Herkunft
Heinrich war der Sohn von Sigmund Clemens Philipp Graf Adelmann von Adelmannsfelden (1809–1864) und Karoline Elisabeth Maria Freiin von Dernbach (1826–1850).
Er besuchte die Gymnasien in Feldkirch und Stuttgart und studierte Forst- und Landwirtschaft auf den Universitäten Tübingen und München und den Akademien Münden und Hohenheim. Danach absolvierte er eine praktische Ausbildung auf verschiedenen Gütern und dem Württembergischen Revieramt Abtsgmünd. Als Freiwilliger nahm er am Deutsch-Französischen Krieg im Königlich Württembergischen I. Infanterie-Regiment „Königin Olga“ teil. Sein Kriegstagebuch wurde 1896 veröffentlicht.
Später war er Administrator der Rentamts- und Forstverwaltung auf den Gräflich Adelmannschen Familienrittergütern Hohenstadt, Schechingen, Kocherhof und Hohenhöfen. Weiter war er Vorstand des landwirtschaftlichen Bezirksvereins Aalen und des Fischzuchtvereins im Kochergebiet.

## Politische Aktivitäten
Zwischen 1881 und 1893 war er Mitglied des Deutschen Reichstages für die Deutsche Zentrumspartei und den Wahlkreis Württemberg 13 (Aalen, Gaildorf, Neresheim, Ellwangen). Bei der Reichstagswahl 1890 verzichteten mit Ausnahme der Sozialdemokraten alle anderen Parteien auf die Aufstellung eines eigenen Kandidaten, da Graf Adelmann „seine patriotische Gesinnung im Reichstag bewiesen habe“. Am 13. Januar 1911 trat er als Nachfolger für den verstorbenen Otto von Breitschwert in die Kammer der Standesherren (Erste Kammer) des Württembergischen Landtags ein, dem er bis 1918 angehörte.

## Weltausstellung 1893
Bei der Weltausstellung 1893 in Chicago war Heinrich im Auftrag des Deutschen Reichs Preisrichter für Landwirtschaft. Seine Reiseerlebnisse hält er im Buch 62 Tage unter den Yankees fest. Vom 4. Juli bis zum 9. Juli 1893 wird mit dem Schnelldampfer „Spree“ der Atlantik von Bremen nach New York in sechs Tagen überwunden.
Am 15. Juli geht es abends von New York aus mit dem Zug zu den Niagara Fällen, wo die Reisegruppe (bestehend aus: Prof. Dr. Carl Engler, Karlsruhe; Prof. Freiherr Heinrich von Schmidt, München; Generaldirektor August Haarmann, Osnabrück; Prof. Carl Busley, Kiel; Prof. Eberhard Gieseler, Bonn; Prof. Dr. Johannes Justus Rein, Bonn; Prof. Richard Stribeck, Dresden; Dr. Richard Ulbricht, Dresden; Nicolaus Scholer, Königsförde bei Kiel; Prof. Hermann Fischer, Hannover; E. Gelhorn, Laurahütte; Prof. Dr. Imelmann, Berlin; Prof. Dr. Alfred Westphal, Berlin; Berthold Pensky, Berlin; Dr. Wilhelm Körner, Berlin; Johann Fülscher, Kiel) am Morgen des 16. Juli ankamen. Dabei überredete er die Hälfte der Gruppe mit ihm die sogenannten „Caves of the Winds“ zu besichtigen. Dazu schreibt er:

„Das Getöse, Gezische, das Gebrüll von Wind und Wasser war übermenschlich. Hören und Sehen verging uns und nur die Herrlichkeit dieses unvergleichlichen „Obergusses“ erinnerte mich daran, dass ich überhaupt noch lebte und Nerven besaß [...] Alles war einig, dass es eine unvergessliche Unternehmung gewesen sei. Nun waren wir aber stolz und hier auf dem klassischen Indianerboden nahmen wir, alle Leute von der Spree, auf meinen Vorschlag den Namen „Spreehuronen“ an. Ich wurde zum Häuptling erkoren, Prof. Rein zum Medizinmann und der ganze Tag verlief in gehobener Stimmung.“

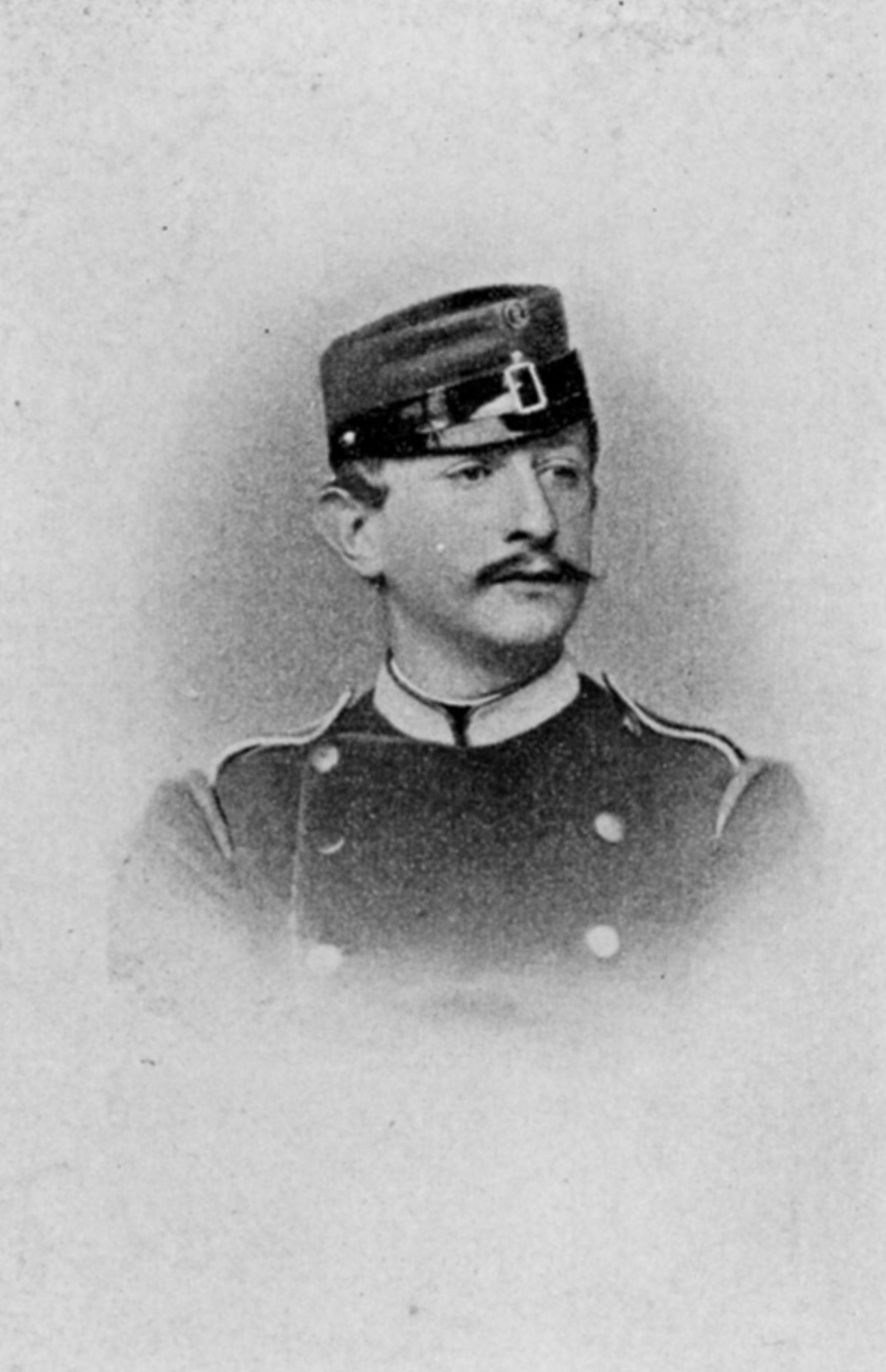
Heinrich Graf Adelmann von Adelmannsfelden als Kriegsfreiwilliger 1870

Am Abend ging es wieder in den Zug und am Vormittag des 17. Juli erreichte man Chicago. Des Weiteren wurden St. Louis, Kansas City, Denver, Colorado Springs und viele weitere Städte und Ortschaften besichtigt sowie der Pikes Peak bestiegen. Ein Setzling des Riesenmammutbaums hat Heinrich in seinen Heimatort Hohenstadt mitgebracht, der noch heute im Schlossgarten zu sehen ist.

## Familie
Heinrich Graf Adelmann heiratete 1875 Sophie Marie Caroline von Brusselle-Schaubeck (* 11. März 1851; † 22. November 1928), die 1914 von ihrem Bruder Felix Freiherr von Brusselle Burg Schaubeck erbte. Das Paar hatte die beiden Söhne Sigmund Maria (1876–1926) und Raban Felix (1877–1935) sowie die Tochter Mechthild Charlotte (1878–1954), die Alfred Graf von Soden-Fraunhofen heiratete.

## Mitgliedschaften
Er war Mitglied des Corps Suevia Tübingen (seit 1868) und der Andree’schen Tischgesellschaft in Münden (seit 1870).

## Veröffentlichungen
- 62 Tage unter den Yankees: Reiseerlebnisse. Moser, Stuttgart ca. 1893.
- Tagebuch des Grafen Heinrich Adelmann, Freiwilligen auf Kriegsdauer im Kgl. Württemb. 1. Infanterieregiment Königin Olga, 2. Bataillon, 5. Kompagnie, Schützenzug, geschrieben im Feldzug gegen Frankreich 1870. M. Liehner, Sigmaringen 1896.
- Ursprung und älteste Geschichte der Grafen Adelmann von Adelmannsfelden und deren Beziehungen zu Hohenstadt. Kohlhammer, Stuttgart 1908.